# 天使之城 (1998年電影)
- 關於台灣所製作的網路劇X情人，請見「X情人」。
- 關於天使之城的其他含义，請見「天使之城」。

《天使之城》（英語：City of Angels），是一部上映于1998年的美国电影，由尼可拉斯·凯吉等主演。讲述一名天使与一位人类女医生的爱情经历与命运曲折。该片曾获1999年美国青少年观众票选大奖等奖项。

## 剧情簡介
技術非凡的醫生Dr.Maggie（梅格萊恩 飾）所經手的病患，沒有一個不被治癒。然而有一天，有個病患在看似圓滿成功的手術過後，卻突然暴斃。
面對如此重大的打擊，Maggie頓時對過去所知所學的失去信心，她開始想著「生&死如果不能由醫學掌握，那還能做什麼？」
就在她為病患死亡傷心、對醫學萬能產生懷疑時，一旁觀看的天使Seth情不自禁的想要伸出援手，安慰、幫助這個他已經默默觀察好久的善良女醫生；這種強烈的意念，竟使得原本一般人肉眼不能得見的天使，能在凡人Maggie面前現身。
他們相見後，Maggie愛上了天使Seth，但Seth對她卻像個很奇怪、特殊的陌生人，為此她感到困惑不已。
原來一切起因是因為Seth雖然已經可以與Maggie相處，但天使本沒有人類的七情六慾，無法體會凡人的感官（觸、壓、冷、熱、痛）所帶來的各種感受，也沒有內在情感，體會凡人的生活點滴。
直到Seth遇見另一位成為人的天使，他告訴塞斯只要從極高處跳下，就可從天使變成凡人，擁有上帝給人的一切恩惠，包括最珍貴的【自由意志】，做自己想做的事。
Seth在「繼續當天使」與「成為凡人」之間，舉棋不定無法抉擇時，Maggie突然告訴Seth自己即將嫁給另一個醫生同事，他毅然地選擇「成為凡人」，鼓起勇氣從摩天高樓跳下，放棄天使所擁有的「永恆生命」。
不幸的是，他們兩人甜蜜時刻只有一天，第二天早上Maggie出門採買，回來途中便因車禍身亡。
Seth從剛成為人，正要體會到凡人擁有的快樂激情，又馬上就接著體驗到凡人生離死別的劇烈痛楚...。

## 角色
- 尼古拉斯·基治 - Seth
- 美琪·賴恩 - Dr. Maggie Rice
- 安德雷·布勞爾 - Cassiel
- 科魯姆·費奧瑞 - Jordan Ferris
- Dennis Franz - Nathaniel Messinger
- Robin Bartlett - Anne
- Joanna Merlin - Teresa Messinger
- Sarah Dampf - Susan

## 反响
全球票房接近2亿美元，烂番茄新鲜度58%。